# 陰嚢気腫
陰嚢気腫（いんのうきしゅ、英: Scrotal emphysema）とは、陰嚢空気種の一種に分類される胸腹部の皮下気腫が陰嚢の皮下へと拡がる病態であり、殆どが医原性であるが、自然発生例も報告されている。